# Аррьета Очоа де Чичинтру, Хуан Игнасио
Хуан Игнасио Аррьета Очоа де Чичинтру (исп. Juan Ignacio Arrieta Ochoa de Chinchetru; род. 10 апреля 1951, Витория, Испания) — испанский прелат, член персональной прелатуры «Опус Деи». Канонист Апостольской пенитенциарии с 3 апреля 2004 по 15 февраля 2007. Секретарь Папского Совета по интерпретации законодательных текстов с 15 февраля 2007 по 5 июня 2022. Титулярный епископ Цивитате с 12 апреля 2008. Секретарь Дикастерии по интерпретации законодательных текстов с 5 июня 2022. 

## Биография
Рукоположен в епископа 1 мая 2008 года камерленго кардиналом Тарчизио Бертоне в сослужении с кардиналом-дьяконом храма святого Петра Дамиани на горе святого Павла Агостино Валлини и титулярным епископом Целианы Франческо Коккопальмерио.
24 июня 2013 года Римский папа Франциск учредил Папскую комиссию по Институту религиозных дел, в состав которой ввёл Хуана Тгнасио де Чичинтру. В начале июля 2013 года был назначен Римским папой Франциском координатором комиссии «Commissione referente» по делу Банка Ватикана.